# 우해이어보
《우해이어보》(牛海異魚譜)는 조선후기 김려(金鑢)가 마산합포구 진동면 앞바다의 해상 생물을 연구해 펴낸 책이다. 김려가 1801년부터 1803년까지 진해(김려 당시 이름이 ‘우해’)에서 유배 생활을 하면서 연구하고 집필한 내용을 1803년에 탈고한 책이다. 1권 1책이며, 필사본이다. 한국 최초의 어보(魚譜)이며, 정약전(丁若銓)의 《자산어보》(玆山魚譜)와 더불어 한국 어류 연구서의 쌍벽(雙壁)을 이루고 있다.
여기서 말하는 진해는 현재의 창원시 진해구가 아니다. 과거의 진해현 지역, 즉 창원시 진전면 진북면 진동면 지역이다. 지금의 진해구는 일본제국 해군의 군항이 들어서면서 차용된 지명이다.

## 제목
‘우해’(牛海)는 진해(鎭海) 앞바다를 이른 말로, 진해를 우산(牛山)이라고도 하였다. 김려가 책 제목을 ‘이어보’(異魚譜)라고 한 것은 잉어 등과 같이 사람들이 알고 있는 것과 해마(海馬) 등과 같이 어족과 관계가 없는 것을 비롯하여, 하찮은 것이나 의의를 풀이하기 어려운 것을 제외하였기 때문이다. ‘이어’(異魚)는 기이한 수생생물이라는 뜻으로, 《산해경》에 다른 동물의 편명인 이수(異獸), 이조(異鳥), 이충(異蟲)과 함께 실려 있다. 이는 이국적이고 기이한 것에 대한 매료로 박물지의 중요한 특징이다. ‘이어’는 동양 3국의 어보에서도 확인할 수 있는데, 중국 명나라 양신(楊愼)의 《이어도찬》(異魚圖贊), 호세안(胡世安)의 《이어도찬보》(異魚圖贊補), 일본 에도 시대 구리모토 탄슈(栗本丹洲)의 《이어도찬》(異魚圖贊) 등의 책 제목에 나온다. 김려의 어보 저술 동기가 기이한 것에 대한 호기심이었음을 알 수 있다.
《담정유고》(藫庭遺藁)의 제8권에도 수록되어 있어 《담정집외서》(藫庭集外書)라고도 부른다.

## 역사
이 책은 김려가 1801년(순조 1)에 가톨릭교 신봉의 혐의를 입어 진해에 유배되어 있던 2년 반 동안, 그 곳 어부들과 앞바다에 나가 물고기의 종류를 세밀히 조사해 펴낸 것이다. 〈자서〉(自序)에 따르면, 김려는 매일 아침 고기바구니와 낚싯대를 가지고 작은 배를 타고 바다로 나가 밤을 새우고 돌아오곤 하였다. 그러는 동안 그는 이상하고 기괴하며 놀랄 만한 물고기가 헤아릴 수 없이 많은 것을 보았고, 바다가 육지보다 넓고 해양동물이 육지동물보다 많다는 것을 알게 되어, 그 형색과 성미 중 기록할 만한 것을 함께 채록하였다고 한다. 진해에 유배된 지 2년여가 지난 1803년 늦가을에 탈고한 것이다. 현재 연세대학교 도서관에 소장되어 있다.
책이 지어진 지 200년 만인 2004년에 한국어로 번역되었다.

## 내용
김려가 2년 반 동안 관찰한 어류들의 생리(生理) ·형태 ·습성 ·번식 ·효용 등이 담겨 있다. 어류를 주제로 한 한시 7언절구 〈우산잡곡〉(牛山雜曲)도 수록되어 있다. 조사·기록된 어류와 조개류는 약 70종에 달한다. 방어·꽁치 등 어류 53종(연체동물 포함)과 갑각류 8종, 패류 10여 종 등이 소개되어 있고, 어종과 그 근연종(近緣種：가까운 종류)으로 생각되는 것을 첨가하여 설명한 것이 많다. 표현에 있어서는 한글을 사용하지 않아서 한자차자를 많이 사용하였고, 또 만든 글자도 많이 사용하였다. 동물들의 각종 이명(異名)·형태·습성·맛 등을 비롯하여 이용법·어획법·유통 등의 문제도 언급하고 있다.